# Shuntweerstand

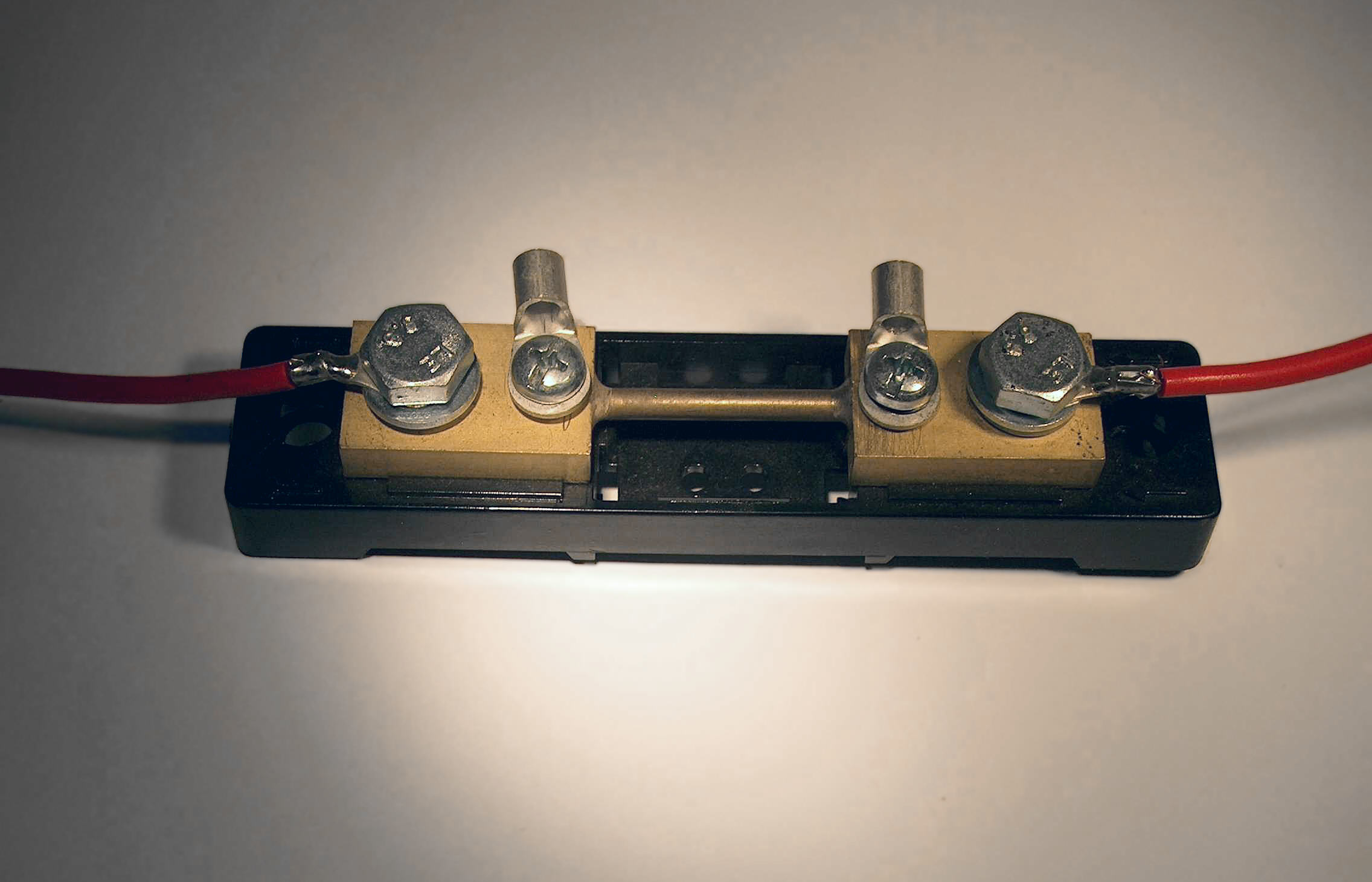
50A shuntweerstand

Een shunt of shuntweerstand is een weerstand die parallel geschakeld wordt over bepaalde toestellen, onder andere een ampèremeter. Deze opstelling laat toe grotere stroomsterkte (bijvoorbeeld enkele ampères) te meten dan het meetinstrument maximaal kan meten (bijvoorbeeld 1 mA): de stroom wordt namelijk verdeeld over het meetinstrument én de shunt.
De verhouding van de in het meettoestel gemeten stroomsterkte en de werkelijke stroomsterkte (door meetinstrument en shunt) hangt af van de verhouding van de weerstand van de shunt en het meettoestel:
{\displaystyle I_{\mathrm {totaal} }=m.I_{\mathrm {door\ meettoestel} }}
{\displaystyle m={\frac {R_{\mathrm {meetinstrument} }+R_{\mathrm {s} }}{R_{\mathrm {s} }}}}.
Om een grote stroomsterkte door de shunt te meten, is het nodig
- dat de weerstand erover laag is (en dus een hoge m)
- dat de shunt bestand is tegen hoge stroomsterktes

Een andere manier waarop met een shuntweerstand stroom gemeten kan worden, is de volgende:
een weerstand, met een nauwkeurig bekende weerstandswaarde (de shunt), wordt in serie in de te meten kring geplaatst. Op die manier vloeit alle stroom die men wenst te meten door de shunt. Aangezien de weerstand van de shunt bekend is, kan de stroom die door de shunt vloeit berekend worden aan de hand van de spanningsval die men erover meet.
Om de stroomkring tijdens de meting niet extra te belasten, wordt de weerstand van de shunt normaal zeer laag gekozen. De gegevens van shunts worden gegeven bij maximale stroom en spanningsval bij die maximale stroom, bijvoorbeeld een 500 A/50 mV shunt kan een maximum stroom van 500 ampère verdragen en bij die stroom bedraagt de spanningsval over de shunt 50 millivolt.